# Dale Torborg
Dale Christian Torborg (24 de octubre de 1971) es un entrenador de béisbol estadounidense y luchador profesional retirado. Es hijo del mánager de béisbol Jeff Torborg. Actualmente es coordinador en el equipo de béisbol estadounidense Chicago White Sox.
En 1995 fue convencido por Hulk Hogan y Randy Savage de entrar en el mundo de la lucha profesional. Su debut se dio en 1998. Se le recuerda especialmente por interpretar el papel de The Demon, basado en el personaje de Gene Simmons de la banda de rock Kiss. Realizaba su entrada al ring con la canción "God of Thunder", de dicha agrupación.